# Grandezza naturale (film)
Grandezza naturale è un film per la televisione del 1963, diretto da Carlo Lodovici.